# Lisiny (gmina Cekcyn)
Lisiny (niem. Lischin) – wieś borowiacka w Polsce położona w województwie kujawsko-pomorskim, w powiecie tucholskim, w gminie Cekcyn.

## Podział i demografia
W latach 1950–1975 miejscowość administracyjnie należała do tzw. dużego województwa bydgoskiego, a w latach 1975–1998 do tzw. małego województwa bydgoskiego. Według Narodowego Spisu Powszechnego (III 2011 r.) liczyła 59 mieszkańców. Jest 23. co do wielkości miejscowością gminy Cekcyn.

## II wojna światowa
W latach 1944–1945 miejscowość znajdowała się na obszarze poligonu doświadczalnego rakiet V2 o nazwie Heidekraut. Pierwsza rakieta wystartowała stąd 31 lipca 1944 roku o godzinie 19:09. Wśród zabudowań miejscowości znajduje się lej po eksplozji rakiety.